# Rudolf Kellerhals
Rudolf Kellerhals, auch Rudolf Kellerhals-Pulfer (* 4. August 1898 in Witzwil bei Ins; † 24. März 1960 in Bern), war ein Schweizer Jurist.

## Leben

### Familie
Rudolf Kellerhals war der Sohn von Otto Kellerhals (* 20. Mai 1870 in Aarwangen; † 24. April 1945 in der Domäne Witzwil bei Ins), Strafanstaltsdirektor der Anstalten Witzwil und dessen Ehefrau Anna (* 1871; † 4. September 1966), Tochter des Regierungsrats Alfred Scheurer und die Schwester von Bundesrat Karl Scheurer; seine Mutter war ebenfalls in den Anstalten Witzwil als Mitarbeiterin beschäftigt und redigierte die Hauszeitschrift Unser Blatt. Seine Brüder waren:
- Otto Kellerhals, Direktor der Eidgenössischen Alkoholverwaltung;
- Hans Kellerhals, Direktor der Strafanstalt Witzwil;
- Arnold Kellerhals, Verwaltungsdirektor der Berneralpen Milchgesellschaft[1] und später im Spitalzentrum Biel.

Er war mit Anna (geb. Pulfer) verheiratet, gemeinsam hatten sie zwei Söhne.

### Werdegang
Rudolf Kellerhals verbrachte seine Schulzeit bei seiner Grossmutter in Aarwangen und besuchte später noch die Sekundarschule in Langenthal und dann das Gymnasium in Bern; in Bern wohnte er bei seinem Onkel Karl Scheurer.
Er immatrikulierte sich zu einem Studium der Rechtswissenschaften an der Universität Bern und setzte dieses Studium an der Universität Berlin fort; 1922 schloss er das Studium mit einem Fürsprecherexamen ab.
Nach dem Studium war er als Anwalt in Genf tätig und studierte die dortigen Prozessverfahren; darauf kehrte er nach Bern zurück und war anfangs Sekretär und Kammerschreiber am Obergericht des Kantons Bern. 1926 wurde er Sekretär der Justizdirektion und war für die Regierungsräte Emil Lohner, Leo Merz (1869–1952) und Hugo Dürrenmatt tätig.
1936 ernannte in der Grosse Rat von Bern zum Präsidenten der kantonalen Rekurskommission; in diesem Amt hatte er über Beschwerden gegen die Steuerverwaltung zu entscheiden und übte damit ein richterliches Amt aus, das in seiner Stellung vergleichbar war mit dem eines Oberrichters; eine Aufgabe, die durch die Revisionen immer neue Anforderungen an ihn stellte, allerdings war er massgebend an diesen Revisionsarbeiten beteiligt. In dieser Zeit ging er 1945 für mehrere Monate als beratender Steuerfachmann nach Ankara in die Türkei.

### Berufliches und gesellschaftliches Wirken
Rudolf Kellerhals war Mitglied der Studentenverbindung Zofingia.
Er wurde 1935 Präsident der Schulkommission Brunnmatt, bis er 1948 von seinem Amt zurücktrat; 1940 erfolgte seine Wahl in die Zentralschulkommission der Stadt Bern.
1945 gab Rudolf Kellerhals die Erläuterungen zum neuen bernischen Steuergesetz und 1957 seinen Kommentar zum revidierten bernischen Steuergesetz heraus.
Nachdem er als Sekretär der Justizdirektion mit dem bernischen Blindenfürsorgeverein in Verbindung gekommen war, war er, nachdem er 1927 zum Aufsichtsrat gewählt worden war, von 1936 bis zu seinem Tod deren Präsident. Er war auch Präsident des Vereins Gute Schriften, in dessen Vorstand er 1950 gewählt worden war: ein Verein, dessen Satzungszweck die Verbreitung guter und preisgünstiger Literatur war.
Von 1943 bis 1946 war er Präsident der Freisinnigen Partei der Stadt Bern und anschliessend weiterhin Mitglied in deren Kommission für Finanz- und Steuerfragen. Bei seinem Tod gehörte er dem Grossen Rat von Bern an.
1954 wurde er als Staatsvertreter in den Stiftungsrat der Bernischen Heilstätte Bellevue in Montana gewählt.
Er schrieb auch für die Anstaltszeitung Unser Blatt der Anstalten Witzwil und fasste dort in- und ausländische Ereignisse zusammen; gelegentlich schrieb er auch Artikel für Der Bund.
Mit dem Nationalrat Walo von Greyerz pflegte er eine Freundschaft.

## Schriften (Auswahl)
- Der Beweis im bernischen Steuerrekursverfahren. 1938.
- Die neue bernische Kirchensteuer. Bern 1939.
- Möglichkeiten der Besteuerung des Kapitalertrages an der Quelle. Bern 1942.
- Erläuterungen zum Neuen Bernischen Steuergesetz (Gesetz über die direkten Staats- und Gemeindesteuern vom 29. Okt. 1944). Bern: Lang, 1945[21].
- Kommentar zum revidierten bernischen Steuergesetz. 1957.
- Rudolf Kellerhals; Hans Gruber: Handkommentar zum bernischen Gesetz über die direkten Staats- und Gemeindesteuern vom 29. Oktober 1944. Bern: Lang & Cie, 1965.